# Альянс «Майдан»
Алья́нс «Майда́н» — об'єднання громадян та громадських організацій з метою координації зусиль з розбудови громадянського суспільства в Україні, побудови правової держави, відповідальної перед суспільством.

## Опис
Члени Альянсу «Майдан» — дуже різні за своїми уподобаннями, поглядами на життя, професіями, географічним місцем перебування, досвідом та активністю, які вирішили координуватися і спільно діяти для «громадського самозахисту» у найширшому розумінні цього слова.
Альянс — це інструмент взаємодії, а не ще одна ієрархічна структура. Альянс передбачає дієву участь, а не формальне членство. Альянс за задумом є значно ширшим, ніж існуючі на сьогодні громадські організації та рухи.
Альянс дозволяє різним активним спільнотам громадянського сектору дізнатися одне про одного і скоординувати свої зусилля «тут і тепер», для вирішення конкретної проблеми.
Участь у Альянсі передбачає долучення до одного з існуючих проектів, або започаткування нового проекту, який вкладається в рамкову стратегію. Єдине обмеження — релігійні та політичні об'єднання не можуть бути учасниками Альянсу.
Основними задачами Альянсу є моніторинг, активний захист, утвердження та розширення конституційних прав та свобод в Україні.
Членами Альянсу «Майдан» є громадські організації та громадяни України, серед яких ГІМЦ «Всесвіт», Харківська правозахисна група та інші.
Координація учасників Альянсу відбувається на Сайті «Майдан» [Архівовано 6 квітня 2007 у Wayback Machine.]

## Офіційна реєстрація
|  | Листом за № 013462 від 13.07.06 Заступник міністра юстиції пан Д. М. Котляр сповіщає нас, що відповідно до закону ВГО Альянс «Майдан» внесена в книги обліку громадських організацій, легалізованих шляхом повідомлення про заснування, та значиться за № 186 від 12 липня 2006 року. |

Юридичним представником Альянсу Майдан з 23 листопада 2012 року є Громадська організація Інформаційний центр Майдан Моніторинг

## Принципи руху
1. Ненасильницького спротиву.
2. Колективного лідера.
3. Відсутності минулого.
4. Копілефту.
5. Особистого внеску.
6. толерантності та різноманіття.
7. Надпартійності.
8. Опори на власні сили.
9. Ідейної згуртованості.

## Діяльність

### Стратегія
Стратегія Альянсу Майдан викладена в Меморандумі Майдану (2005). Меморандум містить перелік практичних завдань, спрямованих на подолання пост-тоталітарного стану в Україні, утвердження принципу «влада відповідальна перед народом, суспільство контролює владу», захист, утвердження та розширення людських прав і свобод, утвердження верховенства права.

### Напрямки
- рівний доступ до правосуддя;
- участь громадян у місцевому самоврядуванні;
- участь громадян у розробці соціальної політики;
- громадський контроль за владою;
- свобода мирних зібрань;
- свобода інформації, свобода слова, свобода преси, свобода творчості;
- права територіальних громад;
- право вільно обирати та бути обраним;
- право на безпечне довкілля;
- право на отримання освіти;
- право на отримання медичної допомоги.

### Акції, кампанії та проекти
- Кампанія «Пам'ятай про газ — не купуй російських товарів!»;
- Кампанія «Захарова — в Омбудсмени!» (2006—2007 роки)[1].